# Ceballos (La Pampa)
Ceballos é um município da província de La Pampa, na Argentina.